# Kolbuszowa Górna (przystanek kolejowy)
Kolbuszowa Górna – przystanek osobowy w Kolbuszowej Górnej, w województwie podkarpackim, w Polsce. Przystanek funkcjonuje od 11 czerwca 2023, kiedy to uruchomiono go wraz z letnią korektą rozkładu połączeń. Znajduje się przy drodze powiatowej, obok przejazdu kolejowo-drogowego w przysiółku Wojków.